# Louis Carré
Louis Carré (ur. 7 stycznia 1925 w Liège  – zm. 10 czerwca 2002 tamże) – belgijski piłkarz grający na pozycji pomocnika. W swojej karierze rozegrał 56 meczów w reprezentacji Belgii.

## Kariera klubowa
Całą swoją karierę piłkarską Carré spędził w klubie RFC Liège. W jego barwach zadebiutował w sezonie 1945/1946 w pierwszej lidze belgijskiej. W sezonach 1951/1952 i 1952/1953 wywalczył z RFC Liège mistrzostwo Belgii. Z kolei w sezonie 1958/1959 został wicemistrzem kraju. W RFC Liège grał do końca sezonu 1958/1959.

## Kariera reprezentacyjna
W reprezentacji Belgii Carré zadebiutował 14 października 1948 roku w zremisowanym 3:3 towarzyskim meczu z Francją, rozegranym w Colombes. W 1954 roku był w kadrze na mistrzostwa świata w Szwajcarii. Rozegrał na nich dwa mecze: z Anglią (4:4) i z Włochami (1:4). Od 1948 do 1958 roku rozegrał w kadrze narodowej 56 meczów.